# Tumbleweed Connection
Tumbleweed Connection é o terceiro álbum de estúdio do cantor e compositor britânico Elton John, lançado em 1970.
Com exceção de "Love Song", escrito e composto por Lesley Duncan, as letras foram escritas por Bernie Taupin, enquanto que a música foi composta por Elton John. Nos Estados Unidos, o trabalho conseguiu status de "Disco de Ouro" sem nem mesmo lançar um único single.
Em 2003 a revista Rolling Stone classificou este álbum como o 455° em sua lista de 500 melhores discos de todos os tempos.
Em 2008 uma versão de luxo do álbum foi lançada, contendo um disco extra com demos de piano e versões ao vivo das faixas do álbum original.

## Faixas
Todas as músicas de Elton John e Bernie Taupin, exceto quando indicado.

### Lado 1
1. "Ballad of a Well-Known Gun" – 4:59
2. "Come Down in Time" – 3:25
3. "Country Comfort" – 5:06
4. "Son of Your Father" – 3:48
5. "My Father's Gun" – 6:20
6. Where To Now St. Peter
7. Love Song
8. Amoreena
9. Talking Old Soldiers
10. Burning Down the Mission

### Faixas bônus (relançamento de 1995)
1. "Into the Old Man's Shoes" – 4:02
2. "Madman Across the Water" [Versão original] – 8:52

### Faixas bônus (edição de luxo de 2008)
1. "There Goes A Well Known Gun" [Versão alternativa de "Ballad of a Well-Known Gun"] - 3:27
2. "Come Down in Time" [Piano demo] - 3:21
3. "Country Comfort" [Piano demo] - 4:12
4. "Son Of Your Father" [Piano demo] - 4:13
5. "Talking Old Soldiers" [Piano demo] - 4:13
6. "Into the Old Man's Shoes" [Piano demo] -3:40
7. "Sisters of the Cross" [Piano demo] - 4:38
8. "Madman Across the Water" [Versão original] – 8:52
9. "Into the Old Man's Shoes" - 4:06
10. "My Father's Gun" [BBC session] - 3:43
11. "Ballad of a Well-Known Gun" [BBC session] - 4:36
12. "Burn Down the Mission" [BBC session] - 6:52
13. "Amoreena" [BBC session] - 5:12

## Produção
- Gus Dudgeon – produtor
- Robin Geoffrey Cable – engenheiro
- Gus Skinas – edição
- Ricky Graham – digitalização
- Greg Penny – surround mix
- Bernie Taupin – letras
- Paul Buckmaster – arranjos
- David Larkham – direção de arte, design, design de capa
- David Larkham, Barry Wentzell – fotografia
- John Tobler – notas